# Lê Thanh Hòa
Lê Thanh Hòa (sinh ngày 30 tháng 3 năm 1985 tại Bình Dương) là nhà thiết kế và nhà tạo mẫu người Việt Nam. Anh bắt đầu sự nghiệp thiết kế thời trang với cuộc thi "Bộ sưu tập đầu tay", "Festival sáng tạo sinh viên" (2007) và "Aquafina Pure Fashion" (2009).
Sau khi tốt nghiệp thủ khoa ngành thời trang, khoa Mỹ thuật công nghiệp, trường Đại học Kiến trúc Tp. HCM vào năm 2010, Lê Thanh Hòa trở thành gương mặt quen thuộc của các sự kiện lớn hàng đầu của Việt Nam, bao gồm Đẹp Fashion Show (2011–nay), Áo dài không biên giới (2011), Vietnam International Fashion Week (2014–nay), ngoài ra anh còn là Giám đốc sáng tạo của hãng thời trang Acqua Gosto và tạp chí Thế giới người nổi tiếng, và là thành viên ban giám khảo và nhà thiết kế trang phục cho các sự kiện sắc đẹp như Hoa hậu Việt Nam (2016, 2018) và Hoa hậu Thế giới Việt Nam (2019).
Lê Thanh Hòa sở hữu thương hiệu thời trang cá nhân cùng tên, với chuỗi cửa hàng có mặt tại hai thành phố Hà Nội và Tp. HCM. Anh là gương mặt đại diện của nhiều thương hiệu lớn trong và ngoài nước. Các thiết kế của Lê Thanh Hòa chủ yếu dành cho nữ giới, và là sự lựa chọn của nhiều ngôi sao Việt Nam và quốc tế. Tuy nhiên, Lê Thanh Hòa cũng từng dính tới nhiều vụ việc liên quan tới đạo nhái thiết kế.

## Tiểu sử
Lê Thanh Hòa sinh năm 1985 tại Bình Dương. Sau khi tốt nghiệp trung học phổ thông, anh từng có thời gian làm công nhân ở các xưởng kẹo. Lê Thanh Hòa sau đó theo học ngành thời trang, khoa Mỹ thuật công nghiệp, trường Đại học Kiến trúc Tp. HCM. Anh cũng từng theo học khóa thiết kế tại Trường thiết kế Raffles tại Thượng Hải, Trung Quốc vào năm 2009. Sau khi tốt nghiệp thủ khoa thời trang Đại học Kiến trúc Tp. HCM, anh được nhà thiết kế Minh Hạnh giới thiệu và trưng bày sản phẩm tốt nghiệp tại Vietnam Designers' House trong buổi khai trương.
Lê Thanh Hòa bước vào ngành công nghiệp thời trang tại Việt Nam với Giải ba "Bộ sưu tập đầu tay" do báo Mực Tím tổ chức và Giải nhì thiết kế trang phục dạo phố "Festival Sáng tạo sinh viên" năm 2007, sau đó là Giải nhất "Aquafina Pure Fashion" năm 2009. Bộ sưu tập chính thức đầu tiên của anh được thực hiện tại Bảo tàng thành phố Hồ Chí Minh vào năm 2010.
Thành công giúp Lê Thanh Hòa trở thành gương mặt của nhiều chương trình thời trang trong nước, tiêu biểu là Phong cách & Đam mê (2009 và 2010), "Áo dài không biên giới" dành cho các Tổng lãnh sự quán nước ngoài tai Việt Nam (2010) và các chương trình trình diễn hàng tháng tại Vietnam Designers' House. Kể từ năm 2011, anh tham gia Đẹp Fashion Show và Đẹp Runway do tạp chí Đẹp tổ chức, ngoài ra tham gia trình diễn bộ sưu tập tại Aquafina Fashion Show (2010–2012). Năm 2012, sau khi giới thiệu bộ sưu tập tại chương trình  Thời trang & Đam Mê vào tháng 7, Lê Thanh Hòa được lựa chọn là nhà thiết kế chính cho á hậu Hoàng My tại cuộc thi Hoa hậu Thế giới 2012, tổ chức tại Trung Quốc. Thành công giúp anh tiếp tục tham gia chương trình Thời trang & Cuộc sống vào cuối năm và trở thành nhà thiết kế cho các thương hiệu tại Việt Nam như Mercedes, California Fitness & Yoga center,...
Năm 2013, Lê Thanh Hòa bắt đầu tham gia vào nhiều sự kiện trình diễn trong và ngoài nước, có thể kể tới các BST "New Moon" (tháng 8) và "Just like a Woman" (tháng 12). Kể từ năm 2014, Lê Thanh Hòa tham gia trình diễn bộ sưu tập tại chương trình thời trang lớn nhất Việt Nam, Vietnam International Fashion Week và là nhà thiết kế trang phục cho Nguyễn Thị Loan tham dự cuộc thi Hoa hậu thế giới.
Năm 2015, Lê Thanh Hòa ra mắt bộ sưu tập "Look at me" cho chương trình Đẹp Fashion Runway 4 tại Royal City, Hà Nội. Anh được lựa chọn là nhà thiết kế khép màn chương trình ELLE fashion journey 2015. Năm 2016, anh ra mắt bộ sưu tập mang tên "Quân đội" vốn là tác phẩm tốt nghiệp của anh tại trường Đại học Kiến trúc Tp. HCM với thành công đáng kể. Lê Thanh Hòa tiếp tục góp mặt tại Vietnam International Fashion Week 2016. Cuối năm, anh giới thiệu bộ sưu tập Xuân hè 2017 "Lam Vũ", với sự góp mặt của nhiều nghệ sĩ và người mẫu tên tuổi của Việt Nam. Lê Thanh Hòa chính là người đảm nhiệm khép màn của Tuần lễ thời trang quốc tế Việt Nam Xuân Hè 2017 vào tháng 4 với bộ sưu tập mang tên "Safari".
Năm 2018, anh tạo tiếng vang với bộ sưu tập xuân/hè trên du thuyền lớn tại Hạ Long. Anh cũng là một trong những nhà thiết kế tham dự chương trình trình diễn "Dạo bước trên mây" nhân dịp khai trương cây Cầu Vàng tại SunWorld Bà Nà Hills vào tháng 7 cùng năm. Cuối năm 2018, anh cho ra mắt bộ sưu tập son môi đầu tay có tên "It Girl", phối hợp cùng hãng Miracle Apo.
Cuối tháng 3 năm 2019, Lê Thanh Hòa giới thiệu bộ sưu tập xuân hè mang tên "One Day" với hơn 90 trang phục mang màu sắc Tây Bắc với sự góp mặt của nhiều gương mặt nổi tiếng trong làng thời trang Việt. Tới tháng 10, anh giới thiệu bộ sưu tập thu/đông mang tên "Another Day" với hơn 300 khách mời tại nhà ga Mường Hoa, Sa Pa, Lào Cai. Năm 2020, anh ra mắt bộ sưu tập "Poison" với sự góp mặt của 6 hoa hậu Việt Nam, ngoài ra là 2 bộ sưu tập nhỏ cùng các hoa hậu Kỳ Duyên và Đỗ Mỹ Linh.
Năm 2023, Lê Thanh Hòa bắt đầu được các tên tuổi ngôi sao thế giới chú ý đến, khi nhiều thiết kế của anh đồng hành cùng người nổi tiếng lên thảm đỏ các sự kiện quốc tế. Đáng chú ý, bà Janet Yang – Chủ tịch đương nhiệm của Viện hàn lâm Khoa học và Nghệ thuật Điện ảnh (Academy of Motion Picture Arts and Sciences), đơn vị tổ chức Lễ trao giải Oscar – đã đặt đầm may đo riêng từ anh cho lễ trao giải lần thứ 95.

## Thương hiệu Lê Thanh Hòa
Cuối tháng 6 năm 2015, Lê Thanh Hòa khai trương cửa hàng mang thương hiệu cá nhân đầu tiên của mình tại Thành phố Hồ Chí Minh ngay sau khi giới thiệu BST "Vẻ đẹp vĩnh cửu" cùng năm. Cửa hàng thứ hai của anh được khai trương vào tháng 10 năm 2018 tại Hà Nội, sau khi anh hoàn tất vai trò giám khảo tại cuộc thi Hoa hậu hoàn vũ 2018.

## Đạo nhái ý tưởng
Ngay từ năm 2013, thiết kế váy của Lê Thanh Hòa cho Angela Phương Trinh đã bị "tố" đạo nhái ý tưởng với trang phục của Phạm Băng Băng tham dự Liên hoan phim Cannes của nhà thiết kế Laurence Hsu. Bản thân Lê Thanh Hòa lên tiếng phủ nhận và cho rằng "phom dáng, cách xử lý bộ váy của tôi hoàn toàn độc lập".
Năm 2016, nghi vấn đạo nhái lại tái hiện với mẫu thiết kế váy của anh cho Hoa hậu Đặng Thu Thảo vào tháng 4 tại Thành phố Hồ Chí Minh, giống với thiết kế mẫu của hãng Marchesa trong bộ sưu tập thu/đông trước đó 4 tháng.
Tới năm 2019, Lê Thanh Hòa bị nhà thiết Alexis Mabille tuyên bố trên trang Instagram rằng bộ váy thiết kế cho nữ diễn viên Vũ Ngọc Anh tại Liên hoan phim Cannes năm 2017 đã đạo nhái ý tưởng váy do người mẫu Marie-Agnès Gillot mặc trong bộ sưu tập thu/đông của hãng. Sự kiện khiến cộng đồng mạng xã hội phát hiện hàng loạt thiết kế đạo nhái của anh trong các bộ sưu tập trước đó.